# Comuna de Krzeszów
Krzeszów (polaco: Gmina Krzeszów) é uma gminy (comuna) na Polónia, na voivodia de Subcarpácia e no condado de Niżański. A sede do condado é a cidade de Krzeszów.
De acordo com os censos de 2005, a comuna tem 4366 habitantes, com uma densidade 70 hab/km².

## Área
Estende-se por uma área de 62,38 km², incluindo:
- área agricola: 82%
- área florestal: 6%

## Demografia
Dados de 30 de Junho 2004:
|                      | Total   | Total | Mulheres | Mulheres | Homens  | Homens |
| -------------------- | ------- | ----- | -------- | -------- | ------- | ------ |
|                      | pessoas | %     | pessoas  | %        | pessoas | %      |
| População            | 4242    | 100   | 2132     | 50,3     | 2110    | 49,7   |
| Densidade (pop./km²) | 68      | 100   | 34,2     | 34,2     | 33,8    | 33,8   |

De acordo com dados de 2002, o rendimento médio per capita ascendia a 1282,48 zł.

## Subdivisões
- Bystre, Kamionka, Koziarnia, Krzeszów, Krzeszów Dolny, Kustrawa, Łazów, Podolszynka Ordynacka, Podolszynka Plebańska, Sigiełki.

## Comunas vizinhas
- Harasiuki, Kuryłówka, Leżajsk, Nowa Sarzyna, Potok Górny, Rudnik nad Sanem, Ulanów